# 北方豚尾獼猴
北方豚尾獼猴（學名：Macaca leonina），獼猴屬的一种，主要分布在亞洲南部的孟加拉國、柬埔寨、老撾、馬來西亞、緬甸、泰國和越南等地，中國南部也有少量分佈。體型比豚尾獼猴略小。